# フイニイ
フイニイは日本の競走馬。おもな勝ち鞍は阪神大賞典、ハリウッドターフクラブ賞など。
社台牧場からのれん分けして間もない時期に社台ファーム千葉（現在の社台ファーム）が送り出した最初期の活躍馬であるが、4度出走した天皇賞で2着3回、3着1回など、大一番での勝負弱さとツキのなさが目立った。
父はラトロワンヌの孫でQuadrangle（ベルモントステークス、トラヴァーズステークス、ローレンスリアライゼーションステークスなど）の父として知られるCohoes、母ラニザナの母系は、リボーの近親という当時でも世界的な良血馬であった。当時の社台ファームは、リーディングブリーダーこそ獲得したものの、八大競走を勝利した馬が出ておらず、是非クラシック競走を勝てる馬を作りたいとの吉田善哉の強い思いから、リボーの近親であるラニザナに白羽の矢をたて、購入したのであった。また持込馬になる産駒についても、競走馬での良績と、引退後の種牡馬入りに多大な期待を掛けていた。
- 馬齢については原則旧表記（数え）とする。

## 誕生
フイニイは、社台グループ総帥・吉田善哉が基幹繁殖牝馬として購入したラニザナの仔として誕生した。ラニザナは、吉田がアメリカで購入した時点で仔を宿しており、フイニイは所謂持込馬であった。なお、フイニイと言う馬名の由来であるが、ラニザナ購入に協力したアメリカの著名な競馬人の名前からである。
社台ファーム千葉で産まれたフイニイは、尾形藤吉調教師の目に留まり、厩舎の馬主であった永田賢介が購入したが、吉田は種牡馬としての買戻し条件をつけており、引退後は社台ファーム千葉で種牡馬とする事を考えていた。

## 戦績
フイニイは尾形厩舎に入厩し、1966年10月13日の東京芝1000ｍ戦でデビューしたが、この時は3着に敗れ、初勝利は3戦目になる12月17日の中山芝1200m戦であった。3歳時は、結局3戦1勝3着2回で終えた。
翌1967年、年明け早々の条件戦と3月21日の特別戦を勝って3戦2勝(通算6戦3勝)となり、クラシックへの足掛かりを掴んだ。
クラシック初戦の皐月賞は、厩務員ストの煽りを受けたが良く立て直して臨み、後方から追い込んでリュウズキの3着に入った。2番人気に押されたダービーでは、レース直前に振り出した突然の雷雨に戦意を失い、人気を裏切る8着惨敗を喫した。ダービー直後の特別戦を制し、続く中山での日本経済賞では、鋭く追い込んでムネヒサの鼻差2着に入った。
秋の緒戦に京都杯を選んだフイニイは、5着とまずまずの成績を残したが、出走するはずだった菊花賞は、体調不良で出走取り消しに終わった。しかし、体調を回復した後は、京都記念（秋）・阪神大賞典を連勝し、古馬とも互角の能力を示した。なお、フイニイが勝利した阪神大賞典は、フイニイの勝利よりもキーストンの悲劇的な最期によって競馬ファンに強く記憶されているレースである。
フイニイは、翌年の金杯（2着・勝馬アトラス）と日本経済新春杯（5着・勝馬リュウファーロス）の2戦に出走し、関西遠征を終えた。
関西から帰還以降の1968年シーズンは、春シーズンを休養に充て、目標を古馬の最高峰・天皇賞（秋）制覇に立て、夏の札幌競馬から復帰した。オープンを4戦1勝し、続く目黒記念ではメジロタイヨウに及ばず2着に敗れ、本番では、ゴール直前でニットエイトの強襲を食らい、2着に終わった。
1969年シーズンを迎えたフイニイは、休養を挟んで札幌記念まで7戦したが2着2回に終わり、秋の中山開催では条件クラスに降下したが、特別戦を快勝して久々の勝利を飾ると、続くハリウッド・ターフクラブ賞でマーチスを退けて勝利し、復調ぶりを示した。しかし、続く京阪杯では12着と大敗し、やや不安を残したまま臨んだ二度目の天皇賞（1969年・秋）では、雨に祟られメジロタイヨウの3着に敗れた。続く有馬記念でも、良い所なくスピードシンボリの8着に終わった。
1970年シーズンは、得意の京都で2連勝したが、関東に戻って3連敗し、3度目の天皇賞（1970年・春）は、阪神競馬場の短い直線を鋭く追い込んだものの、関西の新鋭・リキエイカンにクビ差の惜敗。オープンを3回叩いて（3戦1勝）4度目の挑戦となった1970年・秋の天皇賞も、春に続いて騎乗した名手・野平祐二の騎乗で後方から良く追い上げたものの、調教師となったばかりで、しかもフイニイの主戦騎手でもあった保田隆芳厩舎所属メジロアサマを、1/2馬身差捕らえ切れずに敗れた。
本来は1970年を最後に引退し種牡馬入りする予定で、永田から吉田の手元に戻ったフイニイだったが、「能力に相応しい勝利を得ていない」と言う尾形調教師の考えから、1971年も現役続行となった。
吉田の勝負服で臨んだアメリカジョッキークラブカップと東京新聞杯では、共に5着と敗れ、続いて出走したダイヤモンドステークスでは、当時は新鋭だった岡部幸雄鞍上のスピーデーワンダーに惜敗し、勝ち鞍こそなかったものの最後の天皇賞に向けて順調に向かっていた筈であったが、直前に左膝の故障が発覚し遠征は中止となった。
種付けシーズンの関係から、年末まで現役続行となったフイニイは、体調が戻ると秋へ向けての特訓が始まるはずだった。しかし、5月22日夕方に引き起こした腹痛が夜になって悪化、翌日午前2時頃に死亡した。
母ラニザナも既に死亡しており、フイニイの後に唯一産んだ産駒（父ガーサント）は牝馬だった為、吉田の望んだ良血の種牡馬を手にする事は、叶わなかった

## 年度別競走成績
- 1966年（3戦1勝）
- 1967年（11戦5勝）
  - 1着 - 京都記念（秋）、阪神大賞典
  - 2着 - 日本短波賞
- 1968年（9戦1勝）
  - オープン戦1勝
  - 2着 - 京都金杯、目黒記念（秋）、天皇賞（秋）
- 1969年（11戦2勝）
  - 1着 - ハリウッドターフクラブ賞
  - 3着 - 札幌記念、天皇賞（秋）
- 1970年（11戦3勝）
  - オープン戦2勝
  - 2着 - 天皇賞（春）、天皇賞（秋）
  - 3着 - 目黒記念（春）、阪神大賞典
- 1971年（3戦0勝）
  - 2着 - ダイヤモンドステークス

## 血統表
| フイニイの血統（ブレニム系 / Havresac5×5=6.25%（母内）） | フイニイの血統（ブレニム系 / Havresac5×5=6.25%（母内）） | フイニイの血統（ブレニム系 / Havresac5×5=6.25%（母内）） | （血統表の出典）         | （血統表の出典）   |
| 父 Cohoes 1954 鹿毛 アメリカ                             | 父の父Mahmoud 1933 芦毛 フランス                         | Blenheim II                                              | Blandford                | Blandford          |
| 父 Cohoes 1954 鹿毛 アメリカ                             | 父の父Mahmoud 1933 芦毛 フランス                         | Blenheim II                                              | Malva                    |                    |
| 父 Cohoes 1954 鹿毛 アメリカ                             | 父の父Mahmoud 1933 芦毛 フランス                         | Mah Mahal                                                | Gainsborough             | Gainsborough       |
| 父 Cohoes 1954 鹿毛 アメリカ                             | 父の父Mahmoud 1933 芦毛 フランス                         | Mah Mahal                                                | Mumtaz Mahal             |                    |
| 父 Cohoes 1954 鹿毛 アメリカ                             | 父の母Belle of Troy 1947 黒鹿毛 アメリカ                 | Blue Larkspur                                            | Black Servant            | Black Servant      |
| 父 Cohoes 1954 鹿毛 アメリカ                             | 父の母Belle of Troy 1947 黒鹿毛 アメリカ                 | Blue Larkspur                                            | Blossom Time             |                    |
| 父 Cohoes 1954 鹿毛 アメリカ                             | 父の母Belle of Troy 1947 黒鹿毛 アメリカ                 | La Troienne                                              | Teddy                    | Teddy              |
| 父 Cohoes 1954 鹿毛 アメリカ                             | 父の母Belle of Troy 1947 黒鹿毛 アメリカ                 | La Troienne                                              | Helene de Troie          |                    |
| 母 *ラニザナ Ranizana 1956 鹿毛 フランス                 | 母の父Tenerani 1944 鹿毛 イタリア                        | Bellini                                                  | Cavaliere d'Arpino       | Cavaliere d'Arpino |
| 母 *ラニザナ Ranizana 1956 鹿毛 フランス                 | 母の父Tenerani 1944 鹿毛 イタリア                        | Bellini                                                  | Bella Minna              |                    |
| 母 *ラニザナ Ranizana 1956 鹿毛 フランス                 | 母の父Tenerani 1944 鹿毛 イタリア                        | Tofanella                                                | Apelle                   | Apelle             |
| 母 *ラニザナ Ranizana 1956 鹿毛 フランス                 | 母の父Tenerani 1944 鹿毛 イタリア                        | Tofanella                                                | Try Try Again            |                    |
| 母 *ラニザナ Ranizana 1956 鹿毛 フランス                 | 母の母Rovezzana 1947 鹿毛 イタリア                       | Niccolo Dell'Arca                                        | Coronach                 | Coronach           |
| 母 *ラニザナ Ranizana 1956 鹿毛 フランス                 | 母の母Rovezzana 1947 鹿毛 イタリア                       | Niccolo Dell'Arca                                        | Nogara                   |                    |
| 母 *ラニザナ Ranizana 1956 鹿毛 フランス                 | 母の母Rovezzana 1947 鹿毛 イタリア                       | Romanella                                                | El Greco                 | El Greco           |
| 母 *ラニザナ Ranizana 1956 鹿毛 フランス                 | 母の母Rovezzana 1947 鹿毛 イタリア                       | Romanella                                                | Barbara Burrini F-No.4-l |                    |

フェデリコ・テシオ由来の母系を持つ。その上母はリボーの姉の仔にあたり、母の父がリボーの父であるテネラニである。
母ラニザナやその子孫は仔出しが悪く、牝系子孫はフイニイの妹ホープフルシャダイ（父ガーサント）→ジュウジエイブル（3歳時に無傷の3連勝で朝日杯に出走）→ダイナオラシオン（1987年クリスタルカップ2着）→オラシオンミーア までほぼ一子相伝のような形で細々と存続していたが、オラシオンミーアが後継牝馬を出せずに終わり、ラニザナの血は絶えた。